# Gerardo de Jesús Rojas López
Gerardo de Jesús Rojas López (Capullin, 13 de abril de 1957) - sacerdote católico romano mexicano, desde 2011 bispo de Tabasco.
Foi ordenado sacerdote em 16 de setembro de 1983 e incardinado na diocese de Ciudad Juárez. Após a ordenação, trabalhou como pároco por nove anos, depois passou a estudar na Universidade de Navarra. Depois de receber seu título e retornar ao México, começou a trabalhar no seminário menor diocesano e no tribunal da igreja. Em 2001 tornou-se vigário geral da diocese.
Em 22 de maio de 2004, o Papa João Paulo II o nomeou Bispo de Nuevo Casas Grandes. Foi ordenado bispo em 4 de agosto de 2004 pelo bispo Renato Ascencio León.
Em 7 de dezembro de 2010, por decisão do Papa Bento XVI, foi transferido para o cargo de Bispo de Tabasco. Posse foi realizada em 19 de janeiro de 2011.